# Lamprospora annulata
Lamprospora annulata är en svampart som beskrevs av Seaver 1914. Lamprospora annulata ingår i släktet Lamprospora och familjen Pyronemataceae.   Inga underarter finns listade i Catalogue of Life.